# Tom Grindberg
Tom Grindberg (* 3. November 1961) ist ein britischer Comiczeichner.

## Leben und Arbeit
Grindberg begann Mitte der 1980er Jahre als hauptberuflicher Comiczeichner zu arbeiten. Seine ersten Arbeiten legte er dabei für den US-amerikanischen Verlag DC-Comics sowie für den britischen Verlag Fleetway vor: Während Grindbergs erste Arbeit für DC in dem Comicheft DC New Talent Showcase #12 vom Dezember 1984 veröffentlicht wurde, erschienen seine ersten Arbeiten für Fleetway 1987 in den Heften 2000 A.D. Presents #16–19 und Judge Dredd #10–11.
Es folgten weitere Arbeiten für DC an Serien wie Action Comics, Adventures of Superman, Aquaman, Azrael (#20), Batman (#484), Captain Atom, Checkmate, Detective Comics, Firebrand (#6), Firestorm the Nuclear Man (#81, 83), Green Lantern (# 82. 87, 93), Guy Gardner (#38), Hawk and Dove,  Ion (#5–6), Outsiders (#37), Resurrection Man (#7) und Secret Origins (#9, 12). Für Marvel Comics zeichnete Grindberg an den Serien Daredevil, Marvel Comics Presents, Conan, Conan Saga, Conan the Savage und The Savage Sword of Conan. Für Valiant arbeitete er an der Serie Solar. Hinzu kamen einige Spezialprojekte wie die One Shots Green Lantern Secret Files #1 und Supergirl/Pryson: Double Shot (1998).
Die Liste der Autoren, mit denen Grindberg im Laufe seiner Karriere zusammengearbeitet hat, umfasst unter anderen John Ostrander, Brian Augustyn, Gerry Conway, Doug Moench, Ron Marz, Andy Lanning, Dan Jurgens, Beau Smith und Denny O’Neil, während zu den Tuschezeichnern, die Grindbergs Bleistiftarbeiten „geinkt“ haben, solche Künstler wie Terry Austin und Romeo Tanghal gehören.
| Personendaten    | Personendaten            |
| ---------------- | ------------------------ |
| NAME             | Grindberg, Tom           |
| KURZBESCHREIBUNG | britischer Comiczeichner |
| GEBURTSDATUM     | 3. November 1961         |